# Новостепанівка (Краматорський район)
Новостепа́нівка — село Олександрівської селищної громади Краматорського району Донецької області, Україна. Населення становить 270 осіб.